# Edmundo Hora

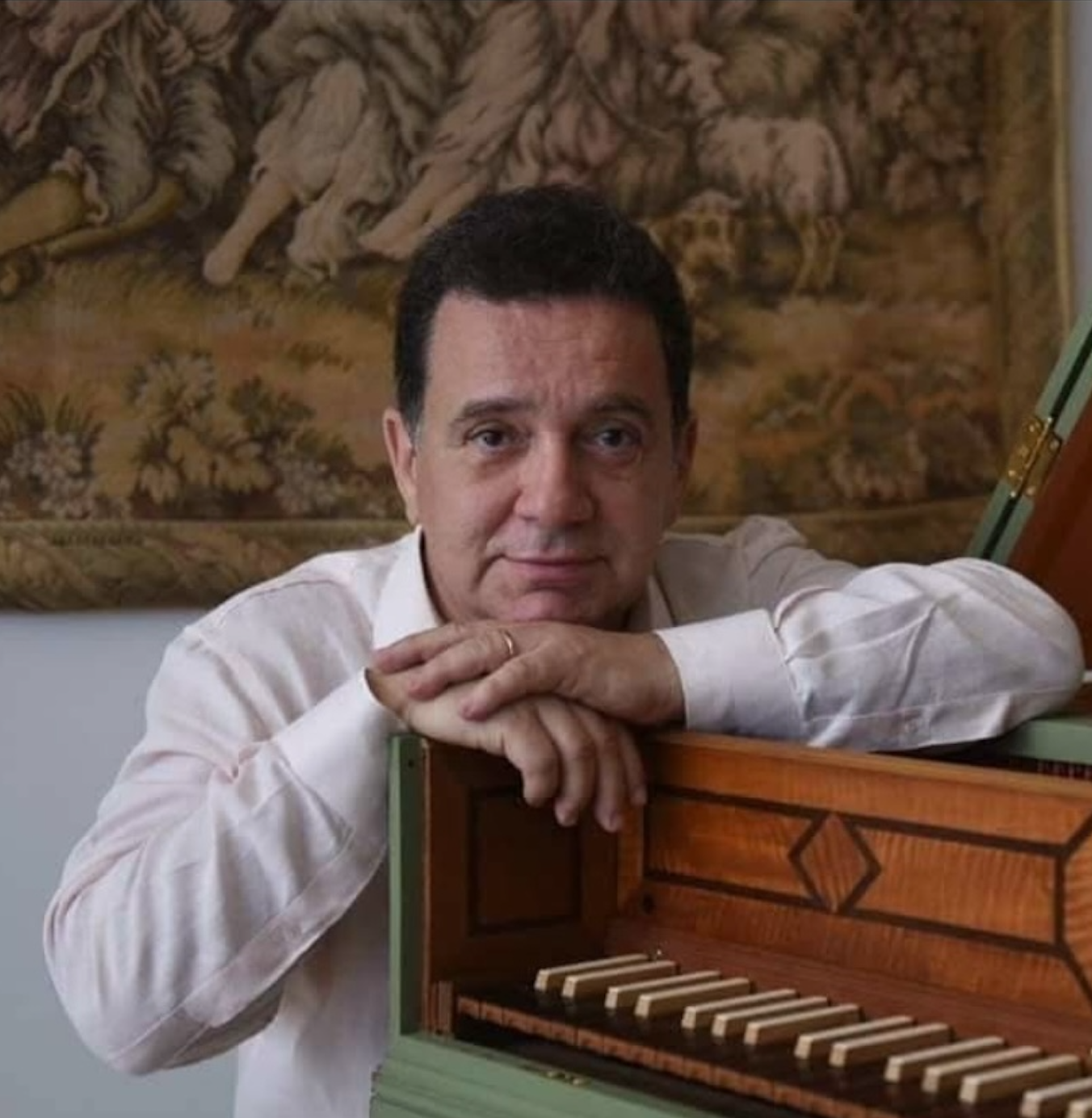
Edmundo Hora

Edmundo Pacheco Hora (Cachoeira, BA, 16 de novembro de 1953) é um cravista brasileiro, professor e especialista em Música Antiga. Licenciou-se em Educação Artística pela Universidade Metodista de Piracicaba (UNIMEP) em 1980, concluiu o Mestrado em Clavecymbel Uitvorend Musicus pela Escola Superior de Artes de Amsterdã (Holanda) em 1989, e obteve o grau de Doutor em Cravo pela Universidade Estadual de Campinas (UNICAMP) em 2004. Na Holanda, foi orientado por Jacques Ogg e Anneke Uittenbosch, tendo em seu exame final, como presidente do júri, o renomado cravista e intérprete holandês Gustav Leonhardt.
Especialista em técnicas do período barroco, afinação e temperamentos antigos, foi professor de Cravo e Música Barroca no Departamento de Música do Instituto de Artes da UNICAMP entre 1993 e 2015 e, desde 2004, atua no Programa de Pós-Graduação - Mestrado e Doutorado em Cravo - da mesma Universidade.
Idealizador do Simpósio Performa Clavis Internacional, realizado pela primeira vez em 2010 no Instituto de Artes da Universidade Estadual Paulista (UNESP), evento bienal com edições realizadas ininterruptamente até os dias atuais.
Em sua extensa atividade como professor e pesquisador, publicou mais de 30 artigos em revistas especializadas e orientou dezenas de estudantes de Cravo em cursos regulares e festivais de música. Como intérprete, tem se apresentado em diversas cidades do Brasil e no exterior. Entre suas gravações, destaca-se o CD "Estes nossos Brasis", no qual interpreta, ao fortepiano, músicas compostas no Brasil dos séculos XVIII e XIX.